# Principado de Teodoro
El Principado de Teodoro (en griego: Θεοδóρο) o Gotia o Gotnia  (en griego: Γοτθία) fue un pequeño estado cristiano medieval, último remanente directo de Trebisonda y por ende del Imperio Romano de Oriente, cuyo núcleo se encontraba en el suroeste de Crimea, su existencia duró entre los siglos XII y XIV. La ciudad capital de la cual recibió el nombre fue Doros (o Teodoro, la actual Mangup).

## Reseña histórica
El principado de Teodoro surgió como continuación del estado formado en la península de Crimea por los godos y llamado por las fuentes bizantinas Gotia, de hecho en su territorio se habló el gótico crimeo hasta el siglo XVI, sin embargo, dada la ubicación territorial muy propicia para diversos influjos culturales, comerciales y políticos la cultura fue muy incidida por la griega bizantina (incluyendo el idioma y la religión), a la que se sumaron durante la Baja Edad Media los genoveses instalados en Caffa y los tártaros entre otros pueblos (cabe mencionar a otros directos influjos los procedentes de los jázaros y pechenegos).

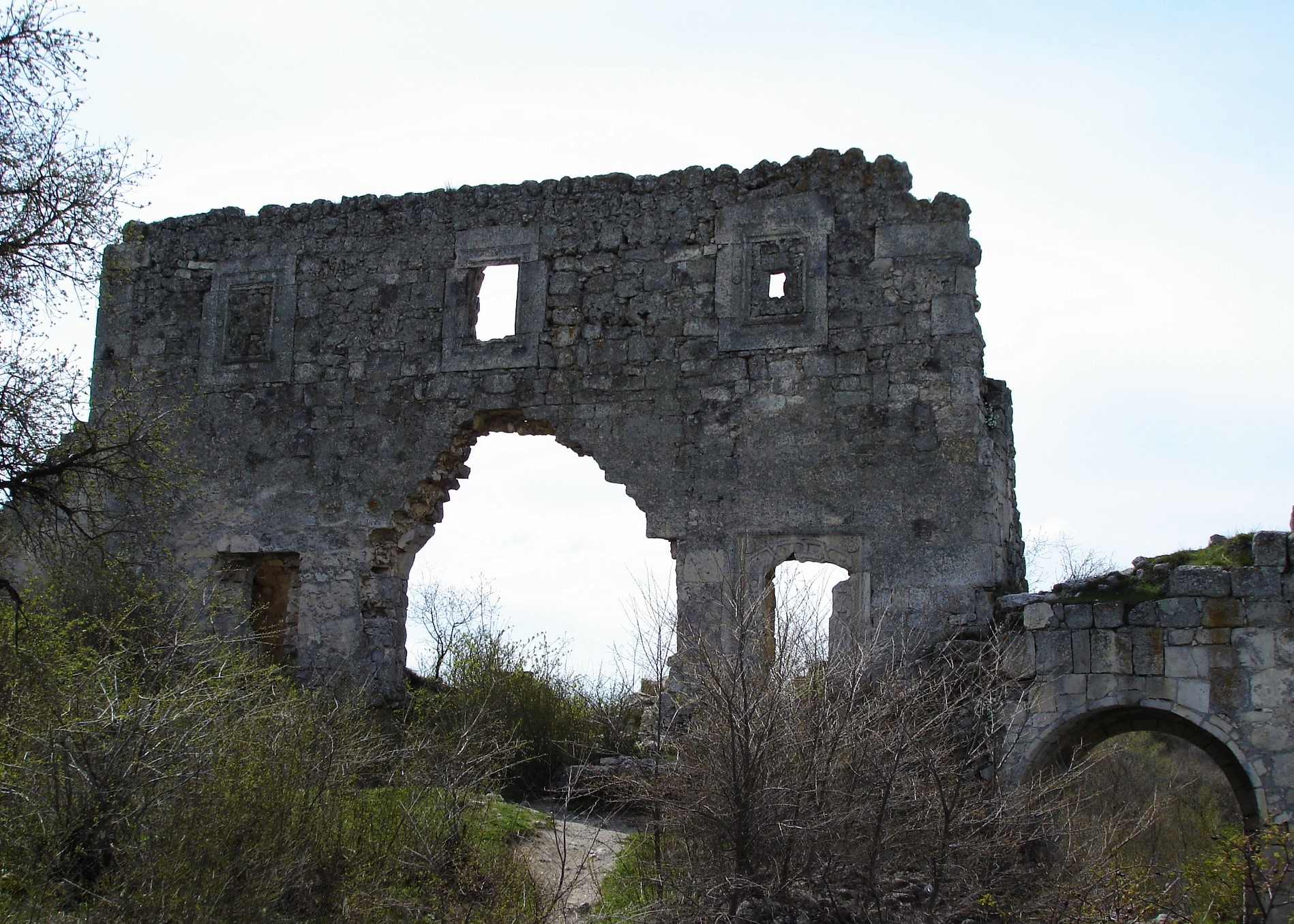
Ciudadela de la fortaleza de Mangup

Políticamente el principado de Teodoro fue un estrecho aliado del llamado Imperio Griego de Trebizonda mediante uniones matrimoniales con los Megalos Komnenoi, la dinastía reinante fue apellidada Gabrán o Gabran y poseía linajes armenios. A finales del siglo XIV cuando el principado estaba pronto a desaparecer una rama de tal dinastía emigró a Moscú estableciéndose en el monasterio Símonov donde llegaron a ser conocidos como los Jovrinos, tesoreros hereditarios de la Moscovia. En el siglo XVI rusificaron aún más el apellido transformándole en Golovín (con tal apellido se han destacado Fiódor Golovín y Avtonom Golovín).
En mayo de 1475 el jefe otomano Gedik Ahmet Pasha conquistó Caffa y unos meses después la ciudad de Doros (llamada desde entonces Mangup) cayó en poder de los turcos tras ser asaltada.

Mientras que gran parte de Crimea quedó como parte del Kanato de Crimea –estado tártaro musulmán vasallo de los turcos– los territorios que fueran del principado de Teodoro y el sur de la península de Crimea fueron regidos directamente por la llamada Sublime Puerta, es decir por el sultán turco otomano directamente desde Constantinopla/Estambul. Con la caída de Mangup, el Principado de Teodoro había dejado de existir y se llevaba consigo el último remanente del Imperio Romano , después de 2228 años de civilización romana desde la legendaria fundación de Roma en 753 a. C.

## Príncipes de Teodoro
- Demetrios (después de 1362-hasta 1368)
- Basilio
- Esteban, hijo de Basilio, (?-1402)
- Alexios I, hijo de Basilio, (1402-1434)
- Alexios II, hijo de Alexios I, (1434-1444)
- Juan (llamado por los turcos "Olubey"), hijo de Alexios I, (1444-1460)
- Isaac, hijo de Alexios I, (1471-1474)
- Alejandro, hijo de Alexios II, (junio-diciembre de 1475)